# Capasa affinis
Capasa affinis är en fjärilsart som beskrevs av Moore 1877. Capasa affinis ingår i släktet Capasa och familjen mätare. Inga underarter finns listade i Catalogue of Life.